# Menő Manó
A Menő Manó (eredeti cím: La linea, magyarul: A vonal) olasz rajzfilmsorozat, amelyet Osvaldo Cavandoli készített, és a RAI nevű csatornán mutatták be Olaszországban. Az animált figura eredetileg reklámfiguraként kezdte pályafutását, 1969-ben a Lagostina nevű konyhai eszközöket gyártó cég megrendelésére készült el 8 epizód, de később a karakter elszakadt a márkától. A sorozatot 1972-től több mint negyven országban sugározták, és könnyűszerrel tudott különböző nemzetek televízióiban megjelenni, köszönhetően annak, hogy felirat és szinkron igénye nem volt, történetei univerzálisak, így a legtöbb kultúra számára egyértelműek. A legtöbb országban megtartották az eredeti címet, vagy átfordították, vagy ahhoz kapcsolódó nevet adtak, például a délszláv államokban a főcímdal nyomán Baium Badumnak nevezték el a sorozatot. A manó szinkronhangja Carlo Bonomi, zenéjét Franco Godi írta.
A sorozat nagy sikerre tett szert Magyarországon is, televízióban az MTV1 Szombat Esti Filmkoktél műsorában vetítették, később az MTV2 csatornán a késői órákban, otthoni visszanézésre pedig DVD-n is kiadták egyes epizódjait (lásd a lenti táblázatban). Reklámszereplőként is látható volt magyar csatornák adásain alkalmanként, a 2000-es évek elején a Baumax barkácsáruház felhasználta egyes reklámjaihoz a manót, továbbá a 2010-es évek elején a K&H Bank is, így a közönség a televíziós reklámszünetekben találkozhatott vele, ezen kívül más országokban is szerepelt reklámfiguraként.

## Évadok
A sorozat 1971-től 1986-ig futott, és 90 epizódot élt meg. Az interneten több különböző epizód- és évadszám is megjelenik, de legáltalánosabban három fő etapra bontják. Az első 1971-es, 8 epizóddal (4-6 perces részek); a második 1978-as, 56 epizóddal (101-156-ig tartó számozással); és végül az 1986-os, harmadik szezon a maga 26 részével (200-225-ig tartó számozással). Az utóbbi két etapban már 2-4 percre csökkentek az egyes epizódok hosszai.

## A történet
Az alkotó megrajzolja a manót fehér ceruzájával, aki ezután életre kel, és érthetetlen, de nagyon kifejező halandzsanyelven beszél. A háttér színe a manó kedvétől függően változik, jobban kifejezve érzéseit. A manó rengeteg helyzettel találkozik epizódonként (pl: diszkoszt vet, autót vezet, zongorán játszik, stb.), ezek nagy részével sétája közben találkozik, vagy alkotója rajzolja meg azt a vonal folytatásához. A manó esetenként veszekedik az alkotójával, amikor egy olyan helyzet elé kerül, amely számára értelmezhetetlen, nem tetszik neki, vagy egy lyuk áll az útjában. A rajzfilm legtöbbször a manó "halálával" ér véget, általában amikor a vonal végén található lyukba beleesik.

## DVD megjelenés
A sorozat először 2007 márciusa és áprilisa között jelent meg, három részre bontva. Később, 2010-ben megjelent egy új kiadás, mely megkapta "A teljes sorozat" jeligét, és az addig megjelent három különálló kiadvány összes epizódját tartalmazta. Kiadta az Europa Records Kft., korhatárra tekintet nélkül megtekinthető besorolással; 2-es régió kóddal; normál tokban, DVD5-ös lemezeken; változó minőségű hangsávval (mono és sztereó); színes - PAL formátumban; 4:3-as képaránnyal.

### Minőség
A 2010-es kiadás kép- és hangminősége nagyon változó. Az időrendiség nem garancia arra, hogy egy később készült epizód jobb minőségű legyen, mint egy korábbi. Előfordulhat, hogy az elsőként készült epizódok jobb képpel és hanggal rendelkeznek, mint az utolsók közt készültek. A digitalizálás több esetben VHS szalagról történhetett, ami az egyes részek elején (a sötét kép alatt) látható torzulások, és egyszer felbukkanó fehér négyzet alakú piktogramból következtethető. Ez azért fontos, mert papírtokos kiszerelésben is forgalomba kerültek a 2007-es verziók, amik borítóján a "Digitálisan felújított képpel" figyelemfelkeltő szöveg volt olvasható.
| Cím                          | Epizódok        | Játékidő | Egyéb jellemzők                                                      |
| ---------------------------- | --------------- | -------- | -------------------------------------------------------------------- |
| menő manó 1.                 | 19 db (101-119) | 47 perc  | Piros színű borító.                                                  |
| menő manó 2.                 | 19 db (120-138) | 47 perc  | Zöld színű borító.                                                   |
| menő manó 3.                 | 18 db (139-156) | 52 perc  | Sötétkék / indigó színű borító.                                      |
| menő manó - A teljes sorozat | 56 db (101-156) | 146 perc | Narancssárga színű borító. Ez a kiadvány "mono" hangsávot tartalmaz. |

## Epizódok
Az előző táblázatból kitűnik, hogy hazánkban a második etapba sorolt részek jelentek meg; egyszer "A teljes sorozat" megnevezéssel, ami így félrevezető lehet. Az itthon kiadott részek címei az alábbi felsorolásban olvashatóak.
- 101: Pecázás
- 102: Olajválság
- 103: Háború
- 104: A vadászat
- 105: A szennyezés
- 106: A meglepetésdoboz
- 107: Nyaralás
- 108: Kiskacsa
- 109: A légy
- 110: Az autó
- 111: A szafari
- 112: A család
- 113: A koncert
- 114: Az olimpia
- 115: Rúdugrás
- 116: Gyűrűgyakorlat
- 117: Kalapácsvetés
- 118: Úszás
- 119: Íjászat
- 120: Kosárlabda
- 121: Rögbi
- 122: Vízisport
- 123: Baseball
- 124: Torna
- 125: Dzsúdó
- 126: Sízés
- 127: A forgalom
- 128: A kígyó
- 129: A bűvész
- 130: A teknős
- 131: Az őslény
- 132: A vadnyugat
- 133: A bicikli
- 134: A majom
- 135: A délibáb
- 136: A foci
- 137: A repülés
- 138: A bikaviadal
- 139: A gördeszka
- 140: A hajótörés
- 141: A tévé
- 142: A béka
- 143: Egyiptom
- 144: A sün
- 145: A színház
- 146: Korcsolyázás
- 147: Anglia
- 148: S.P.Q.R.
- 149: A fénykép
- 150: A bárány
- 151: Mesék
- 152: Hangszerek
- 153: A rágógumi
- 154: A boksz
- 155: Napóleon
- 156: A lift

## Érdekességek
- Néhány részben látható, hogy a rajzoló egy üveglapra rajzol, mert visszatükröződik a kezének körvonala (szellemkép jelenség).
- Két különböző főcímzenét használtak a második etap részeiben, az egyik az eredeti olasz változat zenéje, a másik a német csatornákon használt változaté, ugyanakkor a részek alatt hallható háttérzene ugyanaz maradt.
- Egyes német csatornákra szánt változatokban a manó felháborodva egy lépcsőn sétál fel a rajzfilm kezdetekor a szokásos megrajzolása helyett.
- Majdnem minden rész elején ugyanazt az "éledező" sóhajtást produkálja a frissen rajzolt manó, és követeli, hogy elkezdhessen barangolni; kivéve azt a részt, amikor nem ő nyitja az epizódot.
- Egy-két részben más adja a manó hangját.